# Songs of Faith
Songs of Faith es el primer álbum en vivo álbum de Aretha Franklin editado en 1964 en la discográfica Checker, con la cual había debutado en 1956. Este álbum tiene una sintonía mucho más góspel, que se aleja de la línea jazz en la cual Columbia estaba trabajando con Aretha.
- Datos: Q1616700